# Il fatto del giorno
Il fatto del giorno è stato un programma televisivo italiano di genere talk show politico che si proponeva di approfondire tematiche politiche e di attualità, condotto da Monica Setta e trasmesso su Rai 2 dal lunedì al venerdì, dalle ore 14:00 alle 14:45, tra il 2009 e il 2010.
La prima puntata è stata trasmessa il 21 settembre del 2009. Aveva come tema la riforma scolastica e come ospiti il Ministro dell'Istruzione, Mariastella Gelmini, e l'ex Ministro della solidarietà sociale, Paolo Ferrero. 
Monica Setta, dopo tre anni quale presentatrice di uno spazio di costume e politica all'interno della trasmissione Domenica in, passa a condurre per la prima volta un programma interamente suo. Il titolo presenta un lontano richiamo al nome de Il Fatto di Enzo Biagi.

## Presentazione
Durante la conferenza stampa di presentazione, la conduttrice, nell'esporre lo scopo del programma, afferma: «Ci poniamo un obiettivo molto difficile, raccontare l'Italia della politica, dell'economia e della cronaca con un linguaggio semplice e comprensibile a chi ha voglia di informazione, ma ha poco tempo. Cercheremo di farci capire dalle famiglie italiane nelle cui case entreremo tutto l'anno all'ora di pranzo».
La trasmissione ha ricevuto più volte gli apprezzamenti e le lodi da parte di membri del governo Berlusconi, quale modello esemplare, per il servizio pubblico, di pluralismo, di imparzialità e di corretta informazione.

## Format
Il programma era trasmesso in diretta dallo studio 1 di via Teulada, nella sede RAI di Roma. Prevedeva anche la presenza di un pubblico di contorno, che assisteva seduto, a cui non è mai dato o richiesto di intervenire e che si vedeva applaudire solo in determinati momenti.
Ogni puntata è incentrata su un singolo tema che dovrebbe rappresentare il cosiddetto fatto del giorno, generalmente scelto dalla cronaca politica o sociale.

### Intervista all'ospite
Alla presentazione del tema da parte di Monica Setta, di solito si fa seguire il filmato registrato di un'intervista, detta "faccia a faccia", della conduttrice stessa seduta ad un tavolo curvilineo (le cui gambe sono composte da 2 finte ruote dentate in movimento) all'interno del medesimo studio, durante la quale l'intervistato, in genere un personaggio politico, spesso con responsabilità di governo o istituzionali, nella parte di singolo ospite e senza contraddittorio, spiega la propria posizione. L'intervista può anche essere integrata da collegamenti di vari inviati sui luoghi degli avvenimenti. 

### Dibattito a 6 o 8 poltrone
Segue il dibattito in studio a cui generalmente prendono parte 6 o 8 ospiti, seduti rispettivamente su altrettante poltrone disposte a semicerchio, tre o quattro su un piano leggermente rialzato a destra e tre o quattro su un suo analogo a sinistra; questa disposizione intenderebbe evidenziare visivamente il contraddittorio fra rappresentanti di due poli politici (di governo e di opposizione) oltre che tra personaggi vari, che vengono tratti generalmente dal mondo dello spettacolo, della società e dell'associazionismo e che sono invitati nella veste di opinionisti. 
La conduttrice è seduta su un alto sgabello al centro di questo ideale semiciclo per sovraintendere alla discussione, per concedere e togliere la parola, o per darla sia ad ulteriori ospiti collegati in studi esterni, sia a vari inviati ed ai loro servizi. 
È previsto che gli ospiti che partecipano cambino ad ogni singola puntata, anche se presenze particolarmente abituali del programma sono stati politici come Daniele Capezzone, Matteo Colaninno, Alessandra Mussolini, Anna Paola Concia, Daniela Santanchè, Rosario Trefiletti.

### Televoto
Inizialmente, durante la striscia del format, veniva previsto un televoto, come sondaggio d'opinione tra gli spettatori sul tema che si sta trattando in studio; questa forma di interattività sarà però presto soppressa, formalmente a causa della breve durata del programma, dal momento che i risultati del televoto, arrivando a fine trasmissione, a dire degli autori non consentirebbero di ascoltare le repliche degli ospiti in studio. 
 Una volta che il sondaggio da casa non interviene più per decidere "salomonicamente" a chi dare ragione, il compito di trarre le conclusioni è pertanto lasciato alla sola conduttrice.

### Informazioni sul programma
- Studio: studio 1 di Via Teulada
- Conduttrice: Monica Setta
- Regia: Daniela Giambarba
- Scenografie di: Luigi Dell’Auglio
- A cura di: Lucia De Marchi
- Direttore di produzione: Lucia Vaccari
- Direttore della fotografia: Gianni Caporali
- Costumi: Fiorella De Santis
- Produttore esecutivo: Anna Santopadre
- Inviato: Rodolfo Baldini

## Parodia
L'imitatrice Gabriella Germani ha parodiato la trasmissione, proponendo un'imitazione di Monica Setta conduttrice di improbabili puntate della trasmissione all'interno del programma comico di Rai 1 Voglia d'aria fresca: in particolare tale parodia metteva in evidenza quegli aspetti del programma oggetto di critiche.